# Heteropygas nymbides
Heteropygas nymbides är en fjärilsart som beskrevs av George Francis Hampson 1926. Heteropygas nymbides ingår i släktet Heteropygas och familjen nattflyn. Inga underarter finns listade i Catalogue of Life.